# 345 Tercidina
345 Tercidina là một tiểu hành tinh lớn ở vành đai chính. Nó được xếp loại tiểu hành tinh kiểu C, và dường như được cấu tạo bằng vật liệu cacbonat.
Tiểu hành tinh này do Auguste Charlois phát hiện ngày 23.11.1892 ở Nice. Không biết rõ nguồn gốc tên của nó.

## Kích thước
Thông qua các lần che khuất:
Các quan sát về lần nó che khuất một ngôi sao sáng có cấp sao biểu kiến 5,5 ngày 17.9.2002, cho một dây cung 75, cho thấy một ellipsoid là 111×90 km.
Các quan sát một lần nó che khuất ngày 15.11.2005 thấy được ở gần Grass Valley, California, cho 5 dây cung cho thấy một hình dáng không đầy đủ là 126×111 km. Hình dáng lớn hơn này có thể do sự định hướng khác nhau của tiểu hành tinh khi nó đi qua trước mặt ngôi sao.